# CAL Bank
CAL Bank — коммерческий банк в Гане. Начал осуществлять свою деятельность в 1990 году.

## Листинг на бирже
В 2004 году банк успешно провёл IPO на Ганской бирже. Переподписка на акции составила 300%, сделав данное размещение самым успешным за всю историю существования фондового рынка в Гане.